# Chloroclystis embolocosma
Chloroclystis embolocosma är en fjärilsart som beskrevs av Turner 1936. Chloroclystis embolocosma ingår i släktet Chloroclystis och familjen mätare. Inga underarter finns listade i Catalogue of Life.